# Berušky
Berušky je česká počítačová hra z roku 1999. Vytvořil ji vývojářský tým Anakreon. Jde o logickou hru, v níž hráč ovládá několik berušek a musí s nimi v několika desítkách levelů posbírat pět klíčů a poté se dostat k východu. Hra byla vydána jako freeware a běží pod DOS. Hra si získala mezi hráči velkou popularitu, a tak v roce 2004 vyšel druhý díl, který však je placený.